# 中山淳
中山 淳（なかやま あつし、1970年 - ）は、山梨県出身のスポーツライター。明治学院大学国際学部卒業。

## 人物
ビクターエンタテインメント出版・書籍部（のちにぴあに移行）が発行した雑誌「ワールドサッカーグラフィック」の記者として海外サッカーを取材したのち、2005年にスポーツライターとして独立。主にサッカーに関するコラムや取材記事を雑誌や新聞に掲載する。
現在はJ SPORTSの「リーグ・アン」（フランス1部）の中継レギュラー解説や「Foot!」（金曜日）のゲストコメンテーター、雑誌「フットボールライフ・ゼロ」編集発行人としても活躍している。